# Pointe de la Grande Anse
La pointe de la Grande Anse est un cap de Guadeloupe situé à Trois-Rivières.

## Géographie
Il forme avec la pointe Glacis, la Grande Anse.
La rivière Grande Anse y a son embouchure.